# Communauté de communes de Feurs en Forez
Die Communauté de communes de Feurs en Forez ist ein ehemaliger französischer Gemeindeverband mit Rechtsform einer Communauté de communes im Département Loire, dessen Verwaltungssitz sich in dem Ort Feurs befand. Er lag in der Mitte des Départements und in der historischen Landschaft Forez. Sein Gebiet umfasste einen Abschnitt des Loire-Tals auf halbem Weg zwischen Saint-Étienne und Roanne. Der Ende 2009 gegründete Gemeindeverband bestand aus 12 Gemeinden auf einer Fläche von 183,0 km2.

## Aufgaben
Zu den vorgeschriebenen Kompetenzen gehörten die Entwicklung und Förderung wirtschaftlicher Aktivitäten und des Tourismus sowie die Raumplanung auf Basis eines Schéma de Cohérence Territoriale. Der Gemeindeverband bestimmte die Wohnungsbaupolitik und war zuständig für die Erteilung von Baugenehmigungen und für den Ausbau der Telekommunikations- und Datenübertragungsnetze auf seinem Gebiet. Er betrieb die Abwasserentsorgung (teilweise), die Müllabfuhr und ‑entsorgung und die Straßenmeisterei. Zusätzlich förderte der Verband Sportveranstaltungen.

## Historische Entwicklung
Mit Wirkung vom 1. Januar 2017 fusionierte der Gemeindeverband mit
- Communauté de communes des Collines du Matin,
- Communauté de communes de Balbigny,
- Communauté de communes de Forez en Lyonnais, sowie
- Communauté de communes du Pays de Saint-Galmier

und bildete so die Nachfolgeorganisation Communauté de communes de Forez-Est.

## Ehemalige Mitgliedsgemeinden
Folgende 12 Gemeinden gehörten der Communauté de communes de Feurs en Forez an:
| Gemeinde                | Einwohner 1. Januar 2022 | Fläche km² | Dichte Einw./km² | Code INSEE | Postleitzahl |
| ----------------------- | ------------------------ | ---------- | ---------------- | ---------- | ------------ |
| Chambéon                | 653                      | 16,9       | 39               | 42041      | 42110        |
| Civens                  | 1.450                    | 13,1       | 111              | 42065      | 42110        |
| Cleppé                  | 555                      | 15,5       | 36               | 42066      | 42110        |
| Feurs                   | 8.370                    | 24,4       | 343              | 42094      | 42110        |
| Marclopt                | 550                      | 8,4        | 65               | 42135      | 42210        |
| Poncins                 | 1.268                    | 20,6       | 62               | 42174      | 42110        |
| Pouilly-lès-Feurs       | 1.197                    | 13,0       | 92               | 42175      | 42110        |
| Saint-Cyr-les-Vignes    | 1.077                    | 19,4       | 56               | 42214      | 42210        |
| Saint-Laurent-la-Conche | 559                      | 15,5       | 36               | 42251      | 42210        |
| Salt-en-Donzy           | 545                      | 8,9        | 61               | 42296      | 42110        |
| Salvizinet              | 625                      | 10,8       | 58               | 42297      | 42110        |
| Valeille                | 680                      | 16,4       | 41               | 42319      | 42110        |